# These Boots
 (signalé en août 2025).
Si vous disposez d'ouvrages ou d'articles de référence ou si vous connaissez des sites web de qualité traitant du thème abordé ici, merci de compléter l'article en donnant les références utiles à sa vérifiabilité et en les liant à la section « Notes et références ».
- Archive Wikiwix
- Bing
- Cairn
- DuckDuckGo
- E. Universalis
- Gallica
- Google
- G. Books
- G. News
- G. Scholar
- Persée
- Qwant
- (zh) Baidu
- (ru) Yandex
- (wd) trouver des œuvres sur Wikidata

These Boots est un CD maxi des Leningrad Cowboys, il reprend les meilleurs titres des albums précédents et comprend un inédit.

## Titres
| No | Titre                        | Durée |
| -- | ---------------------------- | ----- |
| 1. | These Boots                  |       |
| 2. | Thru The Wire                |       |
| 3. | Sabre Dance                  |       |
| 4. | Life Is Bitch on aday to day |       |